# Kai Nokelainen
Kai Nokelainen ist ein ehemaliger finnischer Skispringer.

## Werdegang
Nokelainen sprang zwischen 1986 und 1988 im Skisprung-Weltcup. Sein Weltcup-Debüt gab er am 21. Dezember 1986 in Chamonix. Dabei konnte er mit Platz 7 auch erstmals eine Platzierung unter den besten zehn erreichen und gewann damit auch neun Weltcup-Punkte. Da dies sein einziges Springen in dieser Saison war, beendete er diese auf dem 49. Platz der Weltcup-Gesamtwertung. In der folgenden Saison 1987/88 konnte er bereits im zweiten Springen in Lake Placid mit dem 5. Platz das beste Resultat seiner Karriere erzielen. Der Start bei der Vierschanzentournee 1987/88 misslang jedoch und er landete jeweils nur auf hinteren Plätzen. Seine beste Platzierung der Tournee erreichte er mit einem 35. Platz in Innsbruck. In seinem ersten Springen nach der Tournee, welches zudem das letzte Weltcup-Springen seiner Karriere war, sprang er in Lahti von der Großschanze noch einmal auf den 6. Platz. Die Saison 1987/88 beendete er auf dem 38. Platz der Weltcup-Gesamtwertung.
Nach dem Ende seiner aktiven Skisprungkarriere wechselte Nokelainen in den Sommersport und ist heute als Orientierungsläufer für den Verein Jämsän Retki-Veikot aktiv. Zudem läuft er Halbmarathon- und Marathonwettbewerbe.